# 佐々木隆之
佐々木 隆之（ささき たかゆき、1946年8月24日 - 2020年2月20日）は、日本の実業家。JR西日本代表取締役社長、同社取締役会長等を務めた。

## 来歴
広島市出身。広島大学教育学部附属高等学校を経て、1970年に一橋大学経済学部を卒業し、日本国有鉄道に入社。当時、一橋大学から国鉄に就職する学生は毎年1、2名と少なかったが、情報学ゼミの教授の勧めで入社した。
研修では機関士として、寝台特急「みずほ」の運転に当たったこともある。その後企画・総務畑を歩み、大阪鉄道管理局総務部長等を務めた。
1987年国鉄分割民営化により新たに発足したJR西日本に移る。同社では主に営業部門、経営企画部門、人事部門、財務部門等を幅広く経験し、人事部長、取締役財務部長、取締役営業部長等を務めたのち、2002年にキヨスクやコンビニエンスストアの運営等を行う完全子会社のジェイアール西日本デイリーサービスネット社長に転出した。このとき、親会社に意見を伝えても、門前払いにされる経験をし、本社と現場の枠を取り払う必要性を感じるようになる。
2005年にJR福知山線脱線事故が発生し、翌2006年に山崎正夫が社長に就任した。山崎は、豪腕のワンマン経営者として知られた井手正敬元社長の利益追求偏重の経営姿勢が事故原因の一端と指摘されたことを受け、井手の影響力排除を進めた。次期社長有力候補と目されていた井手派の副社長を子会社へ転出させる一方、山崎が鉄道本部長を務めていた時期に副本部長として山崎を補佐していた 佐々木を「外に出た中で際だって優秀な人材」としてJR西日本の本社の副社長として呼び戻した。
JR西日本復帰後は、副社長や新設ポストである副会長に就き、山崎社長を補佐し、グループ全体の経営改善等を担当していた。
ところが2009年7月8日に山崎正夫社長がJR福知山線脱線事故に絡み業務上過失致死傷罪の罪で、神戸地方検察庁により在宅起訴された。これを受けて山崎社長は、佐々木と西川直輝副社長が同席した同日午後6時過ぎの記者会見で引責辞任を表明。その後山崎社長から「難局に全社をまとめるには君がふさわしい」と、後任を打診され、「会社には育ててもらった恩義がある。逃げるわけにはいかない」 と引き受けることを決意した。一時後任社長人事について毎日新聞が佐々木が有力視されていると報じる 一方、読売新聞は大幅な若返りで経営改革の姿勢を印象づけるため経営の中枢部門である総合企画本部長を務めた真鍋精志副社長（当時）を後任とする方向で調整に入ったと報じる など情報が錯綜したが、10日午前に開催された臨時取締役会で、佐々木を山崎社長の後任社長とする決定がなされた。取締役会後、大阪市にあるJR西日本本社ビルで午前10時半から開かれた記者会見に、山崎社長とともに臨んだ佐々木は、山崎社長が掲げていた「三本柱」 である被害者対応、安全性向上、企業風土変革への取り組みを引き継ぎ、信頼回復に努めていきたいとの抱負を述べた。
2012年5月に同社取締役会長に就任し、2016年6月に相談役に就任。なお、佐々木の後任の社長・会長は真鍋精志である。
2020年2月20日、73歳で死去。

## 人物
座右の銘は松下幸之助の「経営者は事にあたり、まず冷静に判断し行動しなければならない。そしてそのうえでそっと情を添えることが肝要である。」という言葉。趣味は奈良の町歩き。

## 略歴
- 1946年8月 広島県広島市生まれ
- 1965年3月 広島大学教育学部附属高等学校卒業
- 1970年3月 一橋大学経済学部卒業
- 1970年4月 日本国有鉄道入社
- 1976年 日本国有鉄道広島鉄道管理局総務部人事課長
- 1987年3月 日本国有鉄道 大阪鉄道管理局総務部長
- 1987年4月 西日本旅客鉄道株式会社 近畿圏運行本部総務部長
- 1991年6月 西日本旅客鉄道株式会社 東京本部次長
- 1992年6月 西日本旅客鉄道株式会社 人事部長
- 1994年6月 西日本旅客鉄道株式会社 財務部長
- 1995年6月 取締役 兼務
- 1997年6月 西日本旅客鉄道株式会社 取締役 兼 鉄道本部副本部長 兼 鉄道本部営業部長 兼 鉄道本部線区別検討チーム本部長
- 1999年6月 執行役員 兼務
- 2000年6月 西日本旅客鉄道株式会社 常勤監査役
- 2002年6月 株式会社ジェイアール西日本デイリーサービスネット 代表取締役社長
- 2007年6月 西日本旅客鉄道株式会社 代表取締役副社長 兼 執行役員
- 2007年7月 IT本部長 兼務
- 2009年6月 西日本旅客鉄道株式会社 代表取締役副会長 兼 執行役員 兼 IT本部長
- 2009年8月 西日本旅客鉄道株式会社 代表取締役社長 兼 執行役員
- 2009年12月 企業再生推進本部長 兼務
- 2012年5月 西日本旅客鉄道株式会社 取締役会長[14]
- 2016年4月 一般社団法人せとうち観光推進機構会長(CEO) 兼務
- 2016年6月 西日本旅客鉄道株式会社 取締役相談役
  - 公益財団法人交通文化振興財団理事長、公益財団法人JR西日本あんしん社会財団理事長、社団法人日本経済団体連合会理事、近畿情報通信協議会理事、公益財団法人京都市文化観光資源保護財団理事、社団法人日本観光振興協会理事、社団法人日本観光協会理事、社団法人日本ツーリズム産業団体連合会理事、財団法人千里文化財団理事、日本ツーリズム産業団体連合会理事、歴史街道推進協議会理事、公益財団法人鉄道総合技術研究所評議員、公益財団法人関西生産性本部評議員、財団法人運輸調査局評議員、公益財団法人日本室内楽振興財団評議員、公益財団法人太平洋人材交流センター特別顧問、大阪駅北地区まちづくり推進協議会委員、社団法人如水会大阪支部長、関西一橋クラブ幹事長[15]等も務めた。
- 2018年6月 西日本旅客鉄道株式会社 取締役相談役を退任
- 2020年2月 73歳で死去

## 著作物
- 「座談会 鉄道旅客輸送の動向と課題」（江頭誠、本多修一他との共同著作物）運輸と経済. 60 (6) （通号 636） [2000.06]
- 「パネルディスカッション（シンポジウム 都市からの招待状～21世紀の都市と観光を考える～）」（喜多野乃武次、池谷忠他との共同著作物）観光研究. 10 (2) [1999.03]